# Eriocaulon rosulatum
Eriocaulon rosulatum är en gräsväxtart som beskrevs av Friedrich August Körnicke. Eriocaulon rosulatum ingår i släktet Eriocaulon och familjen Eriocaulaceae. Inga underarter finns listade i Catalogue of Life.